# John Jairo Tréllez
John Jairo Tréllez Valencia (Turbo, 29 de abril de 1968) é um ex-futebolista profissional colombiano, que atuava como atacante.

## Carreira
John Jairo Tréllez fez parte do elenco da Seleção Colombiana de Futebol na Copa América de 1987. 